# They All Came Down to Montreux
Albums de Deep Purple
Live in Denmark 1972
(2007) Live at Montreux 2011
(2011)
They All Came Down to Montreux: Live at Montreux 2006 est un album live du groupe de rock britannique Deep Purple. Cet album sort le 12 juin 2007.
Le CD comporte une partie seulement du set enregistré lors du festival de Montreux le 15 juillet 2006.
Le DVD, lui, reprend le set complet (malgré l'absence toujours inexpliquée de Perfect Strangers, qui est pourtant jouée ce soir-là après le solo de Don Airey). Un second DVD contient le concert privé (10 titres) enregistré le 10 octobre 2005 au Hard Rock Cafe de Londres (dont la deuxième édition de Rapture of the Deep, dite Tour Edition et parue en février 2006 reprend quelques titres). Ce second DVD permet donc de disposer des versions live de titres absents du concert de Montreux : Fireball, Perfect Strangers et surtout I Got Your Number qui était, jusqu'à la sortie du Live At Montreux 2011, le seul titre de Bananas disponible sur un album live officiel du groupe.

## Titres

### Versions CD

#### Version standard
1. Pictures of Home (Blackmore, Gillan, Glover, Lord, Paice) – 3 min 56 s
2. Things I Never Said (Airey, Gillan, Glover, Morse, Paice) – 5 min 43 s
3. Strange Kind of Woman (Blackmore, Gillan, Glover, Lord, Paice) – 5 min 05 s
4. Rapture of the Deep (Airey, Gillan, Glover, Morse, Paice) – 5 min 16 s
5. Wrong Man (Airey, Gillan, Glover, Morse, Paice) – 4 min 25 s
6. Kiss Tomorrow Goodbye (Airey, Gillan, Glover, Morse, Paice) – 4 min 12 s
7. When a Blind Man Cries (Blackmore, Gillan, Glover, Lord, Paice) – 3 min 32 s
8. Lazy (Blackmore, Gillan, Glover, Lord, Paice) – 7 min 33 s
9. Keyboard Solo (Airey, Ammons, Mozart) – 4 min 57 s
10. Space Truckin'  (Blackmore, Gillan, Glover, Lord, Paice) – 4 min 54 s
11. Highway Star (Blackmore, Gillan, Glover, Lord, Paice) – 8 min 42 s
12. Smoke on the Water (Blackmore, Gillan, Glover, Lord, Paice) – 9 min 11 s

#### Édition limitée japonaise Double CD

##### Disc 1
1. Pictures of Home (Blackmore, Gillan, Glover, Lord, Paice) — 3 min 57 s
2. Things I Never Said (Airey, Gillan, Glover, Morse, Paice) — 5 min 56 s
3. Strange Kind of Woman (Blackmore, Gillan, Glover, Lord, Paice) — 5 min 17 s
4. Rapture of the Deep (Airey, Gillan, Glover, Morse, Paice) — 5 min 30 s
5. Wrong Man (Airey, Gillan, Glover, Morse, Paice) — 4 min 25 s
6. The Well-Dressed Guitar (Morse) — 8 min 25 s
7. Kiss Tomorrow Goodbye  (Airey, Gillan, Glover, Morse, Paice) — 4 min 12 s
8. When a Blind Man Cries (Blackmore, Gillan, Glover, Lord, Paice) — 3 min 39 s
9. Lazy (Blackmore, Gillan, Glover, Lord, Paice) — 7 min 52 s

##### Disc 2
1. Keyboard Solo (Airey, Ammons, Mozart) — 4 min 57 s
2. Perfect Strangers (Blackmore, Gillan, Glover) — 5 min 58 s
3. Space Truckin’ (Blackmore, Gillan, Glover, Lord, Paice) — 5 min 03 s
4. Highway Star (Blackmore, Gillan, Glover, Lord, Paice) — 8 min 45 s
5. Smoke on the Water (Blackmore, Gillan, Glover, Lord, Paice) — 10 min 18 s
6. Hush (Joe South) — 6 min 34 s
7. Too Much Fun (Airey, Gillan, Glover, Morse, Paice, Nobs) — 7 min 15 s
8. Black Night (Blackmore, Gillan, Glover, Lord, Paice) — 9 min 59 s

### Version DVD

#### DVD 1: Montreux Jazz Festival 2006

##### Setlist
1. Pictures of Home (Blackmore, Gillan, Glover, Lord, Paice)
2. Things I Never Said (Airey, Gillan, Glover, Morse, Paice)
3. Strange Kind of Woman (Blackmore, Gillan, Glover, Lord, Paice)
4. Rapture of the Deep (Airey, Gillan, Glover, Morse, Paice)
5. Wrong Man (Airey, Gillan, Glover, Morse, Paice)
6. The Well-Dressed Guitar (Morse)
  - with Steve Morse Solo
7. Kiss Tomorrow Goodbye  (Airey, Gillan, Glover, Morse, Paice)
8. When a Blind Man Cries (Blackmore, Gillan, Glover, Lord, Paice)
9. Lazy (Blackmore, Gillan, Glover, Lord, Paice)
10. Keyboard Solo (Airey, Ammons, Mozart)
11. Perfect Strangers (Blackmore, Gillan, Glover) *(Supprimé du résultat final)
12. Space Truckin’ (Blackmore, Gillan, Glover, Lord, Paice)
13. Highway Star (Blackmore, Gillan, Glover, Lord, Paice)
14. Smoke on the Water (Blackmore, Gillan, Glover, Lord, Paice)
  - with jazz version intro

##### Encores
1. Hush (Joe South)
2. Too Much Fun (Airey, Gillan, Glover, Morse, Paice)
3. Black Night (Blackmore, Gillan, Glover, Lord, Paice)

#### DVD 2: Hard Rock Show 2005
1. Fireball (Blackmore, Gillan, Glover, Lord, Paice)
2. I Got Your Number (Gillan, Glover, Lord, Morse, Paice, Bradford)
3. Strange Kind of Woman (Blackmore, Gillan, Glover, Lord, Paice)
4. Kiss Tomorrow Goodbye (Airey, Gillan, Glover, Morse, Paice)
5. Rapture of the Deep (Airey, Gillan, Glover, Morse, Paice)
6. Wrong Man (Airey, Gillan, Glover, Morse, Paice)
7. Lazy (Blackmore, Gillan, Glover, Lord, Paice)
8. Perfect Strangers (Blackmore, Gillan, Glover)
9. Highway Star (Blackmore, Gillan, Glover, Lord, Paice)
10. Smoke on the Water (Blackmore, Gillan, Glover, Lord, Paice)

## Musiciens
- Ian Gillan : chant, harmonica
- Steve Morse : guitares
- Don Airey : claviers, orgue hammond, piano
- Roger Glover : basse
- Ian Paice : batterie

### Musiciens additionnels
- Michael Bradford : guitare sur Hush, Too Much Fun et Black Night
- Claude Nobs : harmonica sur Too Much Fun
- Draco : chœurs sur Too Much Fun et Black Night